# Victory Songs
Albums de Ensiferum
Dragonheads
(2006) From Afar
(2009)
Victory Songs est le troisième album studio du groupe de Viking/Folk metal finlandais Ensiferum. L'album est sorti le 20 avril 2007 sous le label Spinefarm Records.
Il s'agit du dernier album de Ensiferum enregistré avec le claviériste Meiju Enho.
L'édition anglaise de l'album contient en plus les titres de l'EP précédent du groupe, Dragonheads sur un disque à part.
Le titre Lady in Black est une reprise du groupe de Hard rock anglais Uriah Heep.

## Musiciens
- Petri Lindroos – Chant guttural, Guitare
- Markus Toivonen – Guitare, Chant clair
- Sami Hinkka – Basse, Chant clair
- Meiju Enho – Claviers
- Janne Parviainen – Batterie

## Liste des morceaux
1. Ad Victoriam – 3:10
2. Blood is the Price of Glory – 5:17
3. Deathbringer from the Sky – 5:10
4. Ahti – 3:55
5. One More Magic Potion – 5:22
6. Wanderer – 6:32
7. Raised by the Sword – 6:10
8. The New Dawn – 3:42
9. Victory Song – 10:38
10. Lady in Black – 4:34 (reprise du groupe Uriah Heep)